# Теорема Вайтгеда
У алгебричній топології теорема Вайтгеда стверджує, що якщо неперервне відображення f між CW-комплексами X і Y породжує ізоморфізми на всіх групах гомотопій, то f є гомотопною еквівалентністю. Теорему довів у 1949 році англійський математик Джон Вайтгед для демонстрації корисності введеного ним поняття CW-комплексу.

## Твердження
Нехай X і Y є топологічними просторами. Неперервне відображення
{\displaystyle f\colon X\to Y}
для будь якої точки x у X і довільного n ≥ 1 породжує гомоморфізм
{\displaystyle f_{*}\colon \pi _{n}(X,x)\to \pi _{n}(Y,f(x)),}
де πn(X,x) позначає n-ну групу гомотопій простору X із виділеною точкою x. (Для n = 0, π0(X) позначає множину компонент лінійної зв'язності простору X.) Відображення f називається слабкою гомотопною еквівалентністю якщо функція
{\displaystyle f_{*}\colon \pi _{0}(X)\to \pi _{0}(Y)}
є бієкцією і гомоморфізми f* є ізоморфізмами для всіх x у X і всіх n ≥ 1. (Якщо X і Y є лінійно зв'язними то перша умова виконується автоматично, а другу можна перевірити для довільної єдиної точки x у X.)
Теорема Вайтгеда стверджує, що слабка гомотопна еквівалентність між двома CW-комплексами є гомотопною еквівалентністю, тобто для відображення f: X → Y існує гомотопно обернене g: Y → X. Як наслідок таке твердження є справедливим і для просторів X і Y, що є гомотопно еквівалентними до CW-комплексів.
Поєднуючи твердження теореми із теоремою Гуревича одержується важливий наслідок: неперервне відображення {\displaystyle f\colon X\to Y} між однозв'язними CW-комплексами, що породжує ізоморфізми на всіх всіх сингулярних гомологічних групах (із цілочисловими коефіцієнтами) є гомотопною еквівалентністю.

## Простори із ізоморфними групами гомотопій можуть не бути гомотопно еквівалентними
У твердженні теореми не достатньо вимагати ізоморфізму груп πn(X) і πn(Y) для всіх n для того щоб простори X і Y були  гомотопно еквівалентні. Необхідно щоб ізоморфізми груп гомотопій породжувалися відображеннями  f : X → Y. Наприклад нехай X= S2 × RP3 і Y= RP2 × S3. Тоді X і Y мають ізоморфні фундаментальні групи, що є ізоморфними Z/2, і універсальні накриваючі простори гомеоморфні S2 × S3; тому їх групи гомотопій є ізоморфними. З іншої сторони їх групи гомологій є різними і тому X і Y не є гомотопно еквівалентними.
Теорема Вайтгеда не є справедливою для всіх топологічних просторів. Наприклад для варшавського кола, що є компактною підмножиною площини, всі групи гомотопій є тривіальними, але відображення із варшавського кола і одноточковий простір не є гомотопною еквівалентністю.

## Доведення теореми

### Лема 1
Нехай {\displaystyle (X,Y)} є парою топологічних просторів для яких включення {\displaystyle i:Y\to X} є слабкою гомотопною еквівалентністю. Нехай {\displaystyle K} є CW-комплексом, із виділеною точкою, яка є 0-клітиною. Тоді для будь-якої виділеної точки у {\displaystyle Y}, індуковане відображення класів гомотопії {\displaystyle i_{*}:[K,Y]\to [K,X]} (для класу гомотопії {\displaystyle [f]\in [K,Y]} за означенням {\displaystyle i_{*}[f]=[i\circ f]\in [K,X]}) є бієкцією.

#### Доведення леми
Спершу доведемо, що {\displaystyle i_{*}} є сюр'єктивним. Нехай {\displaystyle f:K\to X} є неперервним відображенням із збереженням виділених точок. За допомогою індукції по розмірності кістяків комплексу {\displaystyle K} доведемо, що {\displaystyle f} можна гомотопно деформувати так щоб образ при одержаному відображенні належав {\displaystyle Y}. Також при цьому для будь-якого підкомплекса {\displaystyle L} у {\displaystyle K} образ якого при відображенні {\displaystyle f} належить {\displaystyle Y}, тоді {\displaystyle f(L\times I)} не залежить від {\displaystyle t\in I,} зокрема гомотопія зберігає виділену точку.
Для підкомплекса {\displaystyle L} і кістяка {\displaystyle K^{n}} позначимо {\displaystyle M^{n}=K^{n}\cup L} і продовжимо {\displaystyle f} на {\displaystyle (K\times 0)\cup (L\times I)} як {\displaystyle f(x,0)=f(x),\ x\in K} і {\displaystyle f(y,t)=f(y),\ y\in L,t\in [0,1]}. Оскільки включення {\displaystyle Y} у {\displaystyle X} є слабкою гомотопною еквівалентністю, то зокрема перетин кожної лінійної компоненти зв'язності простору {\displaystyle X} із підпростором {\displaystyle Y} є лінійною компонентою зв'язності у {\displaystyle Y}. Звідси якщо {\displaystyle x} є будь-якою 0-клітиною у {\displaystyle K\setminus L}, тоді існує шлях {\displaystyle u:I\to X} для якого {\displaystyle u(0)=f(x)} і {\displaystyle u(1)\in Y.}
Відображення {\displaystyle f} можна продовжити на {\displaystyle M^{0}\times I} як {\displaystyle f(x,t)=u(t),\ 0<f<1.} Таким чином одержується база індукції.
Припустимо тепер, що відображення {\displaystyle f} продовжено до відображення {\displaystyle f:(K\times 0)\cup (M^{n-1}\times I)\to X} для якого {\displaystyle f(M^{n-1}\times 1)\subset Y.}
Для кожної n-клітини {\displaystyle \varphi _{\alpha }(\Delta ^{n})} у {\displaystyle K\setminus L}, розглянемо композицію відображень
{\displaystyle (\Delta ^{n}\times 0)\cup (S^{n-1}\times I)\xrightarrow {\varphi _{\alpha }\times 1} (K\times 0)\cup (M^{n_{1}}\times I)\xrightarrow {f} X,}
при якому образ {\displaystyle S^{n-1}\times I} є підмножиною {\displaystyle Y.}
Визначимо гомеоморфізм {\displaystyle h} із {\displaystyle \Delta ^{n}\times I}  у себе заданий у граничних точках як:
{\displaystyle h(x,0)=(x/2,0),\quad x\in \Delta ^{n}}
{\displaystyle h(x,t)=\left({\frac {1+t}{2}}x,0\right),\quad x\in S^{n-1},t\in [0,1]}
{\displaystyle h(x,1)=(x/|x|,2-2|x|),\quad x\in \Delta ^{n},|x|\geqslant 1/2}
{\displaystyle h(x,1)=(2x,1),\quad x\in \Delta ^{n},|x|\leqslant 1/2.}
У внутрішніх точках {\displaystyle \Delta ^{n}\times I} гомеоморфізм {\displaystyle h} можна задати розглянувши {\displaystyle \Delta ^{n}\times I} як джойн множини {\displaystyle (\Delta ^{n}\times 0)\cup (S^{n-1}\times I)\cup (\Delta ^{n}\times 1)} і точки (0, 1/2). Тоді за означенням {\displaystyle h(0,1/2)=(0,1/2),} а всі інші внутрішні точки {\displaystyle \Delta ^{n}\times I} можна однозначно записати як {\displaystyle t(0,1/2)+(1-t)x} де {\displaystyle t\in (0,1),} а {\displaystyle x} є деякою граничною точкою у {\displaystyle \Delta ^{n}\times I.} При такому записі можна одержати значення гомоморфізму як {\displaystyle h(t(0,1/2)+(1-t)x)=t(0,1/2)+(1-t)h(x)} де {\displaystyle h(x)} для граничної точки визначено вище.
Для такого гомеоморфізму {\displaystyle h} відображення {\displaystyle f\circ (\varphi _{\alpha }\times 1)\circ h^{-1}} є відображенням із пари просторів {\displaystyle (\Delta ^{n},S^{n-1})} у пару просторів {\displaystyle (X,Y)} і тому є елементом відносної гомотопної групи {\displaystyle \pi _{n}(X,Y)}, для деякої виділеної точки. Але {\displaystyle \pi _{n}(X,Y)} є тривіальною групою і тому {\displaystyle f\circ (\varphi _{\alpha }\times 1)\circ h^{-1}} можна продовжити до відображення із {\displaystyle \Delta ^{n}\times I} при якому образи {\displaystyle \Delta ^{n}\times 1} і {\displaystyle S^{n-1}\times I} належать {\displaystyle Y.} Тоді після ще одного застосування {\displaystyle h} відображення {\displaystyle f\circ (\varphi _{\alpha }\times 1)} можна продовжити до відображення із {\displaystyle \Delta ^{n}\times I} при якому образ {\displaystyle \Delta ^{n}\times 1}  належать {\displaystyle Y.} Цей процес задає неперервне продовження
{\displaystyle f:(K\times 0)\cup (M^{n}\times I)\to X}
для якого {\displaystyle f(M^{n}\times 1)\subset Y}  і як наслідок неперервне продовження {\displaystyle f:K\times I\to X} для якого {\displaystyle f(K\times 1)\subset Y.}  Тому {\displaystyle i_{*}:[K,Y]\to [K,X]} є сюрєкцією.
Для доведення ін'єктивності нехай {\displaystyle f,g:K\to Y} є неперервними відображеннями із збереженням виділеної точки для яких {\displaystyle i\circ f} і {\displaystyle i\circ g} є гомотопними за допомогою точкової гомотопії {\displaystyle F:K\times I\to X.} Оскільки  {\displaystyle K\times I} є CW-комплексом і {\displaystyle (K\times 0)\cup (k_{0}\times I)\cup (K\times 1)} є підкомплексом, то із доведеної властивості сюр'єктивності {\displaystyle F} можна гомотопно деформувати у відображення {\displaystyle G:K\times I\to Y,} що збігається з {\displaystyle F} на {\displaystyle (K\times 0)\cup (k_{0}\times I)\cup (K\times 1).} Тобто {\displaystyle G} є гомотопією між {\displaystyle f} і {\displaystyle g} із збереженням виділеної точки.

### Лема 2
Для слабкої гомотопної еквівалентності {\displaystyle f:Y\to X} із збереженням виділених точок і CW-комплекса {\displaystyle K} для якого виділена точка є 0-клітиною, відображення {\displaystyle f_{*}:[K,Y]\to [K,X]} між класами гомотопії є бієктивним.

#### Доведення
Відображення {\displaystyle f:Y\to X} є композицією відображень
{\displaystyle Y\xrightarrow {g} M_{f}\xrightarrow {h} X}
де {\displaystyle M_{f}} є циліндром відображення, {\displaystyle g} є ін'єктивним відображенням, а {\displaystyle h} є гомотопною еквівалентністю. Оскільки {\displaystyle f} і {\displaystyle h} є слабкими гомотопними еквівалентностями, то і {\displaystyle g} є слабкою гомотопною еквівалентністю. Тому {\displaystyle g_{*}:[K,Y]\to [K,M_{f}]}
є бієкцією. Оскільки і {\displaystyle h_{*}} є бієкцією, то бієкцією є і {\displaystyle f_{*}}.

### Доведення теореми Вайтгеда
Нехай X і Y є CW-комплексами і f — слабка гомотопічна еквівалентність між ними. Згідно попередньої леми відображення {\displaystyle f_{*}:[Y,X]\to [Y,Y]} є бієкцією, тому існує неперервне відображення {\displaystyle g:Y\to X,} таке що {\displaystyle f\circ g} є гомотопним одиничному відображенню на {\displaystyle Y.} Тоді {\displaystyle g} теж є слабкою гомотопною еквівалентністю і також існує відображення {\displaystyle f':X\to Y,} для якого {\displaystyle g\circ f'} є гомотопним одиничному відображенню на {\displaystyle X.}. Але тоді (де {\displaystyle \simeq } позначає гомотопну еквівалентність):
{\displaystyle f'\simeq (f\circ g)\circ f'\simeq f\circ (g\circ f')\simeq f}
тож також {\displaystyle g\circ f\simeq 1_{X}} і {\displaystyle g} є гомотопним оберненим до {\displaystyle f}.